# Synema maculatovittatum
Synema maculatovittatum es una especie de araña cangrejo del género Synema, familia Thomisidae, orden Araneae.

## Distribución
Esta especie se encuentra en Guayana Francesa.

## Taxonomía
Fue descrita por Caporiacco en 1954.
Tratamiento taxonómico
La especie aparece registrada y publicada en Araignées de la Guyane Française du Muséum d’Histoire Naturelle de Paris. Commentationes Pontificia Academia Scientiarum 16: 45–193.